# Збишко Володимир Іванович
Володи́мир Іва́нович Збишко (нар. 3 листопада 1977 — пом. 21 січня 2015) — старший лейтенант Збройних сил України, учасник російсько-української війни.

## Життєпис
За станом здоров'я міг не йти служити, але обхитрив лікарів у військкоматі. Військовослужбовець 5-го батальйону, 24-ша окрема механізована бригада, заступник командира роти з озброєння.
Особисто ходив діставати тіла, коли наші розвідники потрапили на мінне поле і загинули. 20 січня отримав демобілізаційний лист. Однак після атаки російських збройних формувань на блокпост № 31 на трасі «Бахмутка» поблизу смт Фрунзе бійці повернулись за пораненими. Володимир загинув під час евакуації поранених товаришів — він дізнався, що на блокпосту вбитий його товариш із Тернополя та вирушив туди, щоб забрати тіло.
25 січня 2015-го похований в Раві-Руській на міському цвинтарі, біля могил вояків Української Галицької Армії та Української Повстанської Армії, в останню дорогу проводжало до 2 тисяч людей.
Без Володимира лишились батьки та дружина Віра.

## Нагороди та вшанування
- Указом Президента України № 270/2015 від 15 травня 2015 року, «за особисту мужність і високий професіоналізм, виявлені у захисті державного суверенітету та територіальної цілісності України, вірність військовій присязі», нагороджений орденом Богдана Хмельницького III ступеня (посмертно)[1].
- На будівлі головного навчального корпусу Рава-Руської загальноосвітньої школи № 1 (вулиця Грушевського, 18) відкрито меморіальні дошки випускникам Володимиру Збишку, Тарасу Карпі та Миколі Федусу[2][3][4].
- Вшановується в меморіальному комплексі «Зала пам'яті», в щоденному ранковому церемоніалі 21 січня[5][6].